# Reichstag von Regensburg 1156
Der Reichstag von Regensburg 1156 wurde von  Friedrich I. Barbarossa einberufen. Er fand ab dem 8. September 1156 auf einer Wiese beim Dorf Barbing (pratum Barbingen), einige Meilen außerhalb der Stadt Regensburg statt.

## Verlauf
Friedrich besuchte mit den Großen des Reiches, unter ihnen Heinrich der Löwe, das Lager Heinrich Jasomirgotts auf den Barbinger Wiesen. Die Tatsache, dass der Kaiser zu Heinrich Jasomirgott reiste, auch wenn die Entfernung nur zwei deutsche Meilen betrug, zeigte die besonders entgegenkommende Haltung Friedrichs dem Babenberger gegenüber. Ob der Besuch des Zeltlagers eine Forderung von Heinrich Jasomirgott vom 5. Juni 1156 war oder der Kaiser der Schwierigkeit entgehen wollte, wie Heinrich der Löwe als amtierender Herzog in seiner Residenz empfangen werden sollte, lässt sich nicht klären.
Heinrich Jasomirgott gab Friedrich sieben Fahnen, was den Verzicht auf das Herzogtum Bayern symbolisierte. Dieser belehnte damit dann Heinrich den Löwen, der wiederum dem Kaiser zwei zurückgab. Friedrich wandelte die Mark Österreich aufgrund eines Beschlusses der Fürsten in ein Herzogtum um und gab Heinrich Jasomirgott und seiner Frau die zwei Fahnen.
Die Mark Österreich wurde vom Herzogtum Bayern getrennt und zum selbständigen Territorialherzogtum erhoben. Die darüber von Kaiser Friedrich I. Barbarossa am 17. September 1156 in der Kreuzhofkapelle (Regensburg) ausgestellte, später Privilegium minus genannte Urkunde enthielt eine Reihe von Sonderrechten, teils eigens für das erste mit diesem Territorium belehnte Herzogspaar, Heinrich II. Jasomirgott aus dem Haus der Babenberger und dessen Frau Theodora, teils für deren Nachfolger, womit sie für den gleichzeitig erfolgten Verzicht auf Bayern entschädigt wurden.